# دم‌دراز بهشتی هوئون
دم‌دراز بهشتی هوئون (نام علمی: Astrapia rothschildi) نام یک گونه از سرده دم‌دراز بهشتی است.

## شکل ظاهری
جنس‌نر: اندازه: ۶۹سانتی‌متر، وزن: ۱۸۶-۲۰۵گرم
جنس‌ماده: اندازه: ۴۷سانتی‌متر، وزن: ۱۴۳-۲۰۰گرم